# اسوماتوس
اسوماتوس (به لاتین: Asomatos, Kyrenia) یک روستا در قبرس است که در ناحیه گیرنه واقع شده‌است.

## خصوصیات
اسوماتوس ۷۳ نفر جمعیت دارد.